# أرشيبالد ماكنزي
أرشيبالد ماكنزي هو سياسي كندي، ولد في 29 مايو 1841.